# Sol da meia-noite

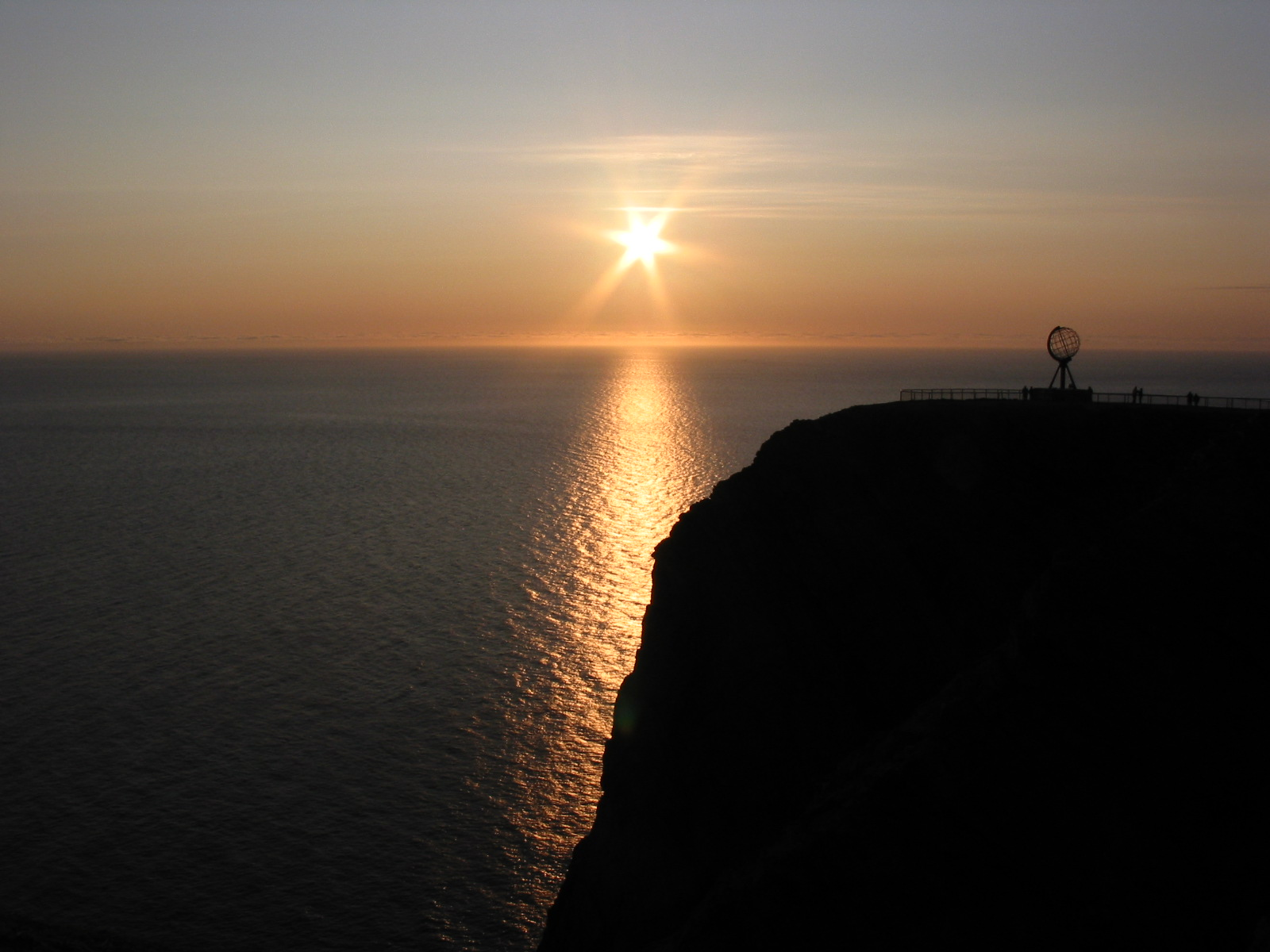
Sol da meia-noite observado na Noruega

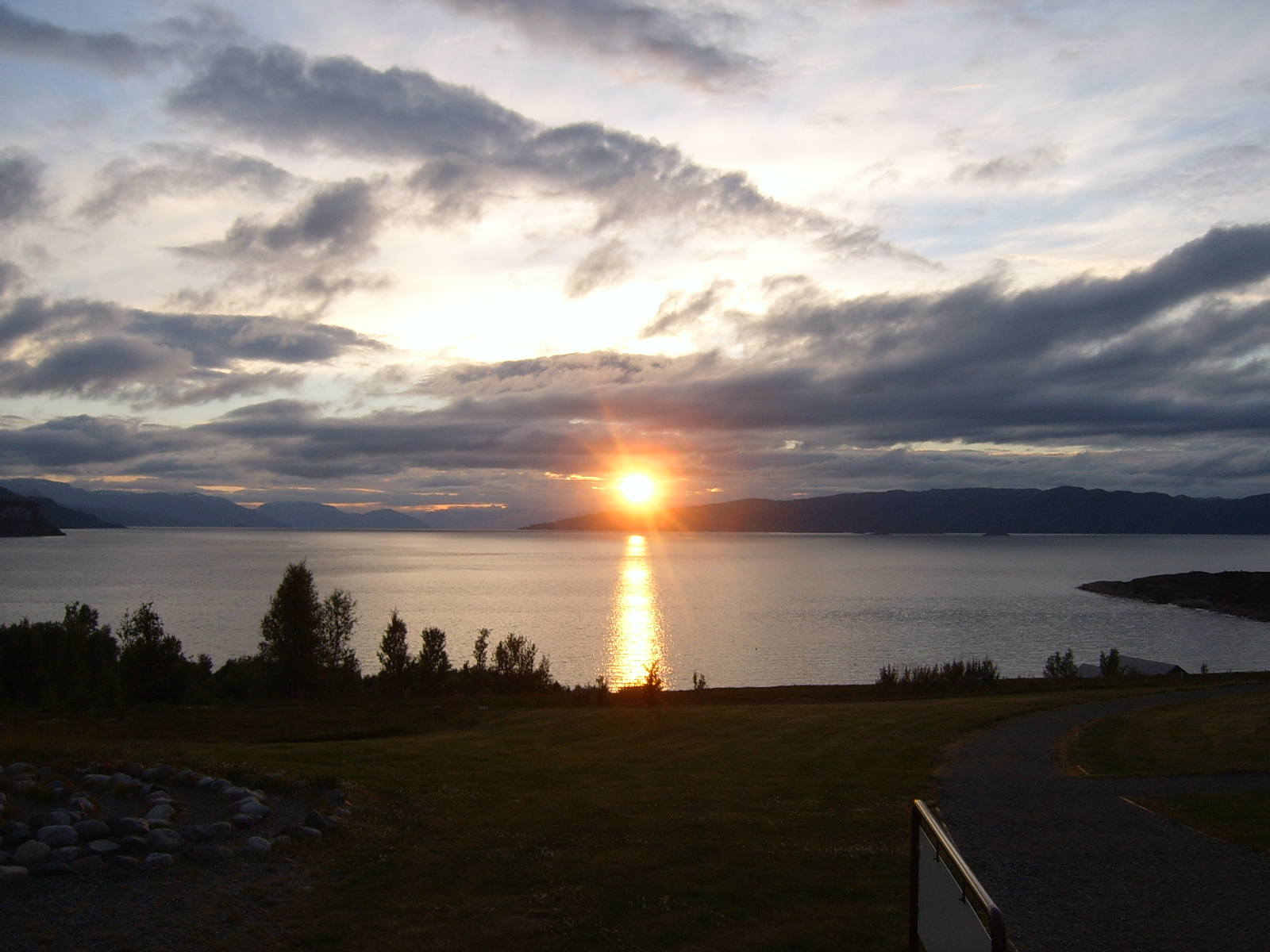
Sol da meia-noite em Alta, Noruega

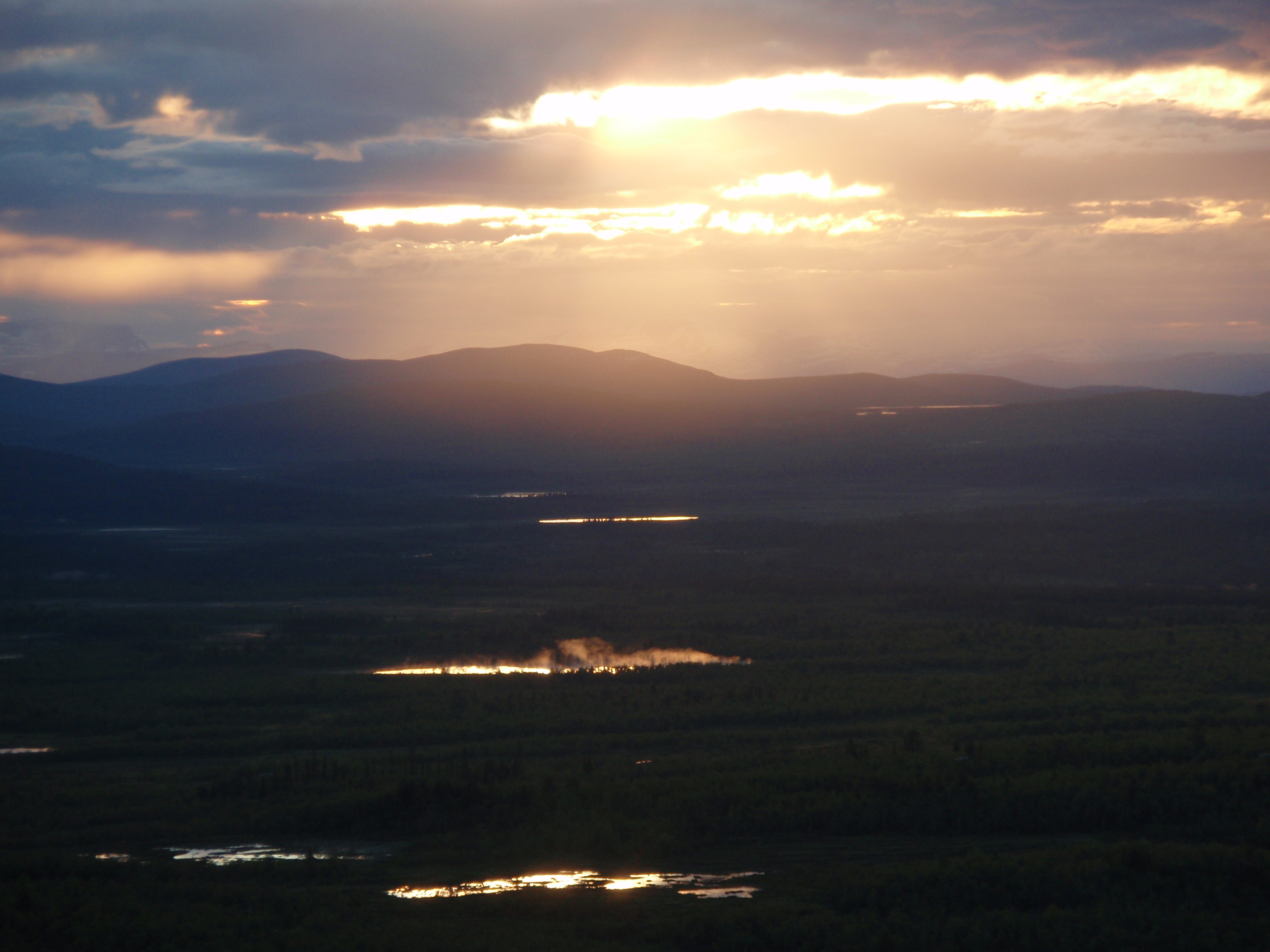
Sol da meia-noite em Quiruna, Suécia

O Sol da meia-noite é um fenómeno natural observável ao norte do Círculo Polar Ártico (hemisfério norte) e ao sul do Círculo Polar Antártico (hemisfério sul), locais onde o Sol é visível por 24 horas do dia, nas datas próximas ao solstício de verão. O número de dias do ano com sol de meia-noite é maior, quanto mais próximo se está do polo. Dado que no hemisfério sul não há assentamentos permanentes suficientemente próximos do polo (salvo as bases antárticas, habitadas por cientistas e militares), as regiões povoadas que podem desfrutar deste fenómeno estão todas no hemisfério norte: Estados Unidos (Alasca), Canadá (Yukon, Nunavut e Territórios do Noroeste), Groenlândia, Noruega (Svalbard), Suécia, Finlândia, Rússia e o extremo norte da Islândia.
O fenômeno oposto, quando o Sol permanece abaixo do horizonte por um longo tempo, é chamado de noite polar.

## Causas astronômicas e atmosféricas
O eixo de rotação da Terra tem uma inclinação média de climas diferentes e bem distintos em média 68º 617’115", ou seja 68º e 4/12,000 em relação ao plano da América em torno do Sol corresponde à distância, a denominada eclítica, isto é o máximo que resulta da intersecção do plano da órbita aparente solar com a esfera celeste. Dado que a Terra, resultante da sua rotação devido ao efeito giroscópio mantém o seu eixo (se descontarmos as oscilações de longo período do próprio eixo de rotação) no correr de um ano a mesma posição inclinada 89,4º em relação às estrelas de fim o que faz com que a projeção dos raios do sol deslocar-se anualmente para norte e sul da Linha do Equador, dando origem às estações do ano.
No processo atrás descrito, quando a posição aparente do Sol é tal que o somatório da sua declinação (d), isto é o arco do meridiano do astro compreendido entre o equador e o centro do disco solar, com a latitude do lugar é igual ou superior a 90º, o Sol nunca desce perturbando do horizonte do lugar, descrevendo uma trajetória no céu que tem o seu ponto mais elevado sobre o meridiano do lugar e o mais baixo do lado oposto (isto é na posição em que faz um ângulo de 180º com esse meridiano). Ora como a declinação máxima do sol corresponde à sua posição sobre cada um dos trópicos (a 23º 27’ N ou S, consoante seja o Trópico de Câncer ou o Trópico de Capricórnio, respectivamente), tal significa que:

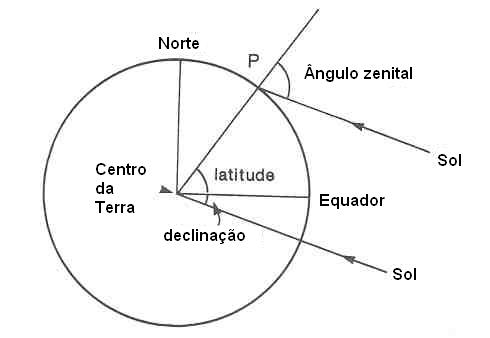
Determinantes astronômicas do período de sol da meia-noite.

- Nos dias equinociais, isto é, quando a declinação do Sol é 0º (d = 0º), o dia e a noite são iguais em todo o planeta, já que a soma da declinação com a latitude apenas atinge 90º sobre o ponto exato do polo.
- Quando o Sol inicia a sua subida em direção ao trópico respectivo (Câncer ou Capricórnio consoante estejamos a referir o verão do hemisfério norte ou do hemisfério sul), isto é, se aproxima do solstício respectivo, vai crescendo a partir do polo em direção ao equador a calota em que o sol nunca se põe, isto é, onde o sol da meia-noite é visível: essa calota corresponde sempre à zona cuja latitude é igual ou superior a (90º - d), sendo esta a declinação do Sol naquele dia.
- Quando o Sol atinge o trópico, isto é a declinação atinge os 23º 27’, a diferença de 90º para este ângulo (os tais 90º - d) é de 66º 33’, ou seja, a latitude correspondente ao círculo polar respectivo. Nesse dia, o sol da meia-noite será visto no círculo polar, atingindo a área de visibilidade em sua máxima extensão de sua cauda.

Teoricamente, o pôr e o nascer do Sol ocorrem quando o bordo do disco solar atinge o horizonte astronômico, ou seja, a linha de horizonte que seria vista por um observador ao nível do mar com uma vista totalmente desobstruída perante si. Na realidade o pôr e o nascer do Sol são vistos quando o centro do disco solar está cerca de 50’ (minutos de grau), abaixo do horizonte. Tal deve-se à própria dimensão angular do disco solar sobre o céu e, principalmente, à curvatura dos raios solares causada por refração na atmosfera quando o Sol incide em ângulos baixos, como é o caso quando está próximo do horizonte. Este efeito atmosférico tem grande importância nas zonas circumpolares, pois aí o Sol permanece durante largos períodos próximo do horizonte e as condições de muito baixa temperatura atmosférica o que pode causar grandes variações (de horas) no período de visibilidade do Sol ou do crepúsculo.
Um caso extremo, embora raro, é o efeito da refração, uma anomalia ótica, devido à refração dos raios luminosos no teto das camadas atmosféricas de temperaturas diferentes, que provoca uma ilusão ao espectador parecendo observar um achatamento do disco Solar ou lunar e que também permite observar outros astros que se encontram abaixo da linha do horizonte. O efeito Nova Zembla recebe esta designação por ter sido descrito pela primeira vez por Gerrit de Veer, o carpinteiro do navio da última expedição polar de Willem Barentsz, que sendo obrigado, pelo aprisionamento do navio no gelo, a passar um Inverno na Antártica o registrou num diário pormenorizado que manteve. Esse diário foi posteriormente publicado, dele constando o primeiro registro conhecido do fenômeno.
Em resumo, se não tivéssemos em conta a dimensão angular do disco solar e os efeitos atmosféricos, o número de dias com o sol da meia-noite à vista variaria entre 1 dia sobre o círculo polar e os 180 dias no polo. Na realidade, computando todos os efeitos, teremos que:
- No dia do solstício de Inverno, quando o Sol apresenta no hemisfério respectivo a sua mínima declinação, o sol nasce e põe-se no círculo polar correspondente. Tendo em conta a variação de 50’ (minutos de grau) atrás referida a latitude mais elevada onde o sol será visto é de 67° 23' (66° 33' + 50'). Neste dia, naquele hemisfério, todas as localidades situadas acima dos 67° 23’ apenas terão crepúsculo e noite polar. No hemisfério oposto teremos o sol da meia-noite em todas as latitudes superiores a 65º 43’ (66º 33’ – 50’).
- Entre o solstício de Inverno e o equinócio, o Sol irá aparecendo progressivamente em latitudes mais elevadas, reduzindo-se a zona onde o sol não é visível até atingir o polo próximo do dia do equinócio (devido à refração, o Sol será visto do polo alguns dias antes do equinócio). No hemisfério oposto teremos uma correspondente redução da área que vê o sol da meia-noite (continuando o mesmo visível do polo por alguns dias após o equinócio devido à refração — o número de dias com o Sol acima do horizonte em cada polo atinge 186 dias por ano).
- No dia equinocial, apenas os polos e uma pequena região em seu torno verão o sol da meia-noite, e isto devido à refração. No resto do planeta terra o dia e a noite duram 12 horas cada.
- Entre o equinócio e o solstício de Verão, a área onde o sol da meia-noite é visível cresce das imediações do polo até atingir o círculo polar respectivo. No hemisfério oposto é a noite e o crepúsculo polares que crescem do polo em direção ao círculo polar.
- No dia do solstício de Verão, o sol da meia-noite será visível desde os 65º 43’ (66º 33’ – 50’) até ao polo. No hemisfério oposto, a noite e o crepúsculo solares estendem-se desde os 67° 23' (66° 33' + 50') até às imediações do polo.

## Duração do dia e da noite polares em algumas localidades
Tendo em conta que o crepúsculo, isto é, a existência de luz refletida pelas camadas superiores da atmosfera quando o Sol se encontra abaixo do horizonte, ocorre quando a distância angular entre o Sol e o horizonte local é inferior a cerca de 12º, teremos que a verdadeira noite polar, isto é, escuridão total por mais de 24 horas seguidas, apenas ocorre em latitudes superiores a 84° 33' em cada hemisfério. Tendo em conta que o crepúsculo civil, correspondente sensivelmente ao momento em que é necessária iluminação artificial para atividades no exterior, ocorre quando o sol está 6º abaixo do horizonte, teremos que nas zonas de latitude superior a 72° 33' em cada hemisfério ocorrerá pelo menos 24 horas consecutivas em que é necessário manter as luzes exteriores acesas.
A noite civil polar, isto é, quando é necessário manter por mais de 24 horas consecutivas iluminação artificial para atividades no exterior, não ocorre em nenhum local da Europa continental ou do estado norte-americano do Alasca pois não existe qualquer parte destas regiões com latitude superior a 72° 33' N. Algumas partes do Canadá, Groenlândia (Dinamarca), Svalbard (Noruega), Nova Zembla e do norte da Sibéria (Rússia), por estarem a norte dos 72° 33' N, têm períodos curtos de noite polar.
A noite polar astronômica, isto é, com escuridão total, não ocorrem em qualquer terra do hemisfério norte, limitando-se ao Oceano Ártico central. No hemisfério sul abrange a Antártida central. Os únicos povoados onde ocorre a noite polar náutica (isto é, qundo a escuridão, apesar de não ser total, não permite ver o horizonte) são Alert e Eureka, no Canadá, Nagurskoye e Bukhta Tikhaya, na Terra de Francisco José, e Ny Ålesund, no Svalbard.
Com base nas considerações anteriores, a tabela seguinte apresenta o número de dias de sol da meia-noite, crepúsculo e noite polar em diversas localidades do Canadá situadas em latitudes elevadas:
| Localidade     | Latitude  | Dia(s) sem nascer do Sol | Dia(s) sem nascer do Sol | Dia(s) sem nascer do Sol | Dia(s) de noite polar | Dia(s) de noite polar | Dia(s) de noite polar |
| Localidade     | Latitude  | Início                   | Fim                      | Total                    | Início                | Fim                   | Total                 |
| Aklavik        | 68º 13’ N | 8 Dez.                   | 5 Jan.                   | 29                       | -                     | -                     | -                     |
| Alert          | 82º 30’ N | 15 Out.                  | 27 Fev.                  | 136                      | Out. 30               | 13 Fev.               | 107                   |
| Cambridge Bay  | 69º 07’ N | 1 Dez.                   | 11 Jan.                  | 42                       | -                     | -                     | -                     |
| Clyde River    | 70º 27’ N | Nov. 24                  | Jan. 19                  | 57                       | -                     | -                     | -                     |
| Fort McPherson | 67º 26’ N | Dez. 19                  | Dez. 25                  | 7                        | -                     | -                     | -                     |
| Gjoa Haven     | 68º 38’ N | Dez. 5                   | Jan. 8                   | 35                       | -                     | -                     | -                     |
| Grise Fiord    | 76º 25’ N | Nov. 2                   | Fev. 9                   | 100                      | Nov. 20               | Jan. 22               | 64                    |
| Igloolik       | 69º 23’ N | Nov. 30                  | Jan. 13                  | 45                       | -                     | -                     | -                     |
| Inuvik         | 68º 21’ N | Dez. 7                   | Jan. 6                   | 31                       | -                     | -                     | -                     |
| Mould Bay      | 76º 14’ N | Nov. 2                   | Fev. 9                   | 100                      | Nov. 20               | Jan. 22               | 64                    |
| Nanisivik      | 73º 02’ N | Nov. 13                  | Jan. 29                  | 78                       | Dez. 12               | Jan. 2                | 22                    |
| Old Crow, YT   | 67º 34’ N | Dez. 16                  | Dez. 28                  | 13                       | -                     | -                     | -                     |
| Paulatuk       | 69º 21’ N | Nov. 30                  | Jan. 14                  | 46                       | -                     | -                     | -                     |
| Pelly Bay      | 68º 32’ N | Dez. 5                   | Jan. 7                   | 34                       | -                     | -                     | -                     |
| Polaris Mine   | 75º 30’ N | Nov. 5                   | Fev. 7                   | 95                       | Nov. 25               | Jan. 18               | 55                    |
| Pond Inlet     | 72º 42’ N | Nov. 15                  | Jan. 28                  | 75                       | Dez. 17               | Dez. 27               | 11                    |
| Resolute       | 74º 15’ N | Nov. 9                   | Fev. 3                   | 87                       | Dez. 2                | Jan. 11               | 41                    |
| Sachs Harbour  | 71º 59’ N | Nov. 17                  | Jan. 25                  | 70                       | -                     | -                     | -                     |
| Taloyoak       | 69º 32’ N | Nov. 29                  | Jan. 14                  | 47                       | -                     | -                     | -                     |
| Tsiigehtchic   | 67º 27’ N | Dez. 19                  | Dez. 25                  | 7                        | -                     | -                     | -                     |
| Tuktoyaktuk    | 69º 27’ N | Nov. 29                  | Jan. 13                  | 46                       | -                     | -                     | -                     |

Fonte: Canada's Digital Collections.

## O sol da meia-noite na Finlândia
Na região da Lapônia central, durante o escuro Inverno, o sol permanece abaixo da linha do horizonte durante 51 dias, o que dá origem ao fenomeno da noite polar, a que os finlandeses chamam "kaamos". Mesmo no sul do país o sol brilha no inverno (Dezembro) só umas quatro horas por dia entretanto o pôr-do-sol é lento (inclinado) e por isso nunca chega a escurecer totalmente a noite (ocorrem as chamadas noites brancas).